# Кадлер, Виктор
Виктор Кадлер (венг. Viktor Kadler, 11 января 1981, Дьёр) — венгерский гребец-байдарочник, выступал за сборную Венгрии на всём протяжении 2000-х годов. Двукратный чемпион мира, дважды чемпион Европы, победитель многих регат национального и международного значения.

## Биография
Виктор Кадлер родился 11 января 1981 года в городе Дьёре. Активно заниматься греблей начал с раннего детства, проходил подготовку в местном спортивном клубе Győri VSE.
Первого серьёзного успеха на взрослом международном уровне добился в 2004 году, когда попал в основной состав венгерской национальной сборной и побывал на чемпионате Европы в польской Познани, откуда привёз награду золотого достоинства, выигранную в зачёте четырёхместных байдарок на дистанции 200 метров. Год спустя на европейском первенстве в той же Познани повторил это достижение, кроме того, в этом сезоне одержал победу на чемпионате мира в хорватском Загребе, обогнав всех своих соперников в четвёрках на двухстах метрах.
В 2006 году на чемпионате Европы в чешском Рачице Кадлер завоевал бронзовую медаль в четвёрках на двухсотметровой дистанции, тогда как на домашнем чемпионате мира в Сегеде получил в этой дисциплине серебро. В следующем сезоне добавил в послужной список бронзовую награду, выигранную в четвёрках на 200 метрах на европейском первенстве в испанской Понтеведре, и золотую награду в той же дисциплине на первенстве мира в немецком Дуйсбурге, став таким образом двукратным чемпионом мира по гребле.
Впоследствии Виктор Кадлер остался в основном составе гребной команды Венгрии и продолжил принимать участие в крупнейших международных регатах. Так, в 2008 году на чемпионате Европы в Милане он взял бронзу в двойках на двухстах метрах и серебро в четвёрках на пятистах метрах. Последний раз показал сколько-нибудь значимый результат на международной арене в сезоне 2009 года, когда в своей коронной дисциплине К-4 200 м удостоился бронзовой награды на европейском первенстве в немецком Бранденбурге. Вскоре по окончании этих соревнований принял решение завершить карьеру профессионального спортсмена, уступив место в сборной молодым венгерским гребцам.